# Првенство Јужне Америке у фудбалу 1957.
Првенство Јужне Америке 1957.  је било двадесет пето издање овог такмичења, сада познатог по имену Копа Америка. Првенство се играло у Уругвају од 7. марта до 6. априла 1957. године. На првенству је учествовало седам екипа. Аргентина je освојила првенство по 11. пут у својој историји. Друго место припало је Бразил и треће Уругвај. Аргентинац Умберто Макио и уругвајац Хавијер Амброис су били голгетери шампионата са по девет постигнутих голова.
Под управом Гиљерма Стабилеа, Аргентина је освојила турнир са тимом који се сматра једним од најбољих тимова у историји,  и првим „легендарним тимом“ Аргентине од њеног почетка 1901. Нападачку линију чинили су Оресте Корбата, Умберто Макио, Антонио Анхелиљо, Омар Сивори и Освалдо Круз. Осим својих врлина и великог броја постигнутих голова (25 голова у 6 утакмица), Аргентина је била добро избалансиран тим са јаком одбраном на челу са Педром Дељаком и Нестором Росијем као двојицом својих најзначајнијих играча који су помогли тиму да заврши такмичење са најмање примљених голова.
Упркос томе што је Аргентина и раније освајала друга јужноамеричка такмичења, Судамерикано 1957. године било је прво аргентинско достигнуће са великим одјеком у медијима. Такође
, Сивори је изабран за најбољег играча турнира.

## Учесници
На првенству Јужне Америке учествовало је седам репрезентација: домаћин Перу, Уругвај, Бразил, Чиле, Парагвај, Колумбија и Аргентина. Боливија и Парагвај су се повукли са турнира. Бергеров систем је примењен и шампион је био тим који је сакупио највише поена. 
1.  Чиле

2.  Аргентина

3.  Колумбија

4.  Уругвај

5.  Перу

6.  Бразил

7.  Парагвај

## Град домаћин и стадион
| Лима              | Лима |
| ----------------- | ---- |
| Насионал (Перу)   |      |
| Капацитет: 50.000 |      |
|                   |      |

## Табела
| Репрезентација | И | Д | Н | И | ДГ | ПГ | ГР  | Бод. |
| -------------- | - | - | - | - | -- | -- | --- | ---- |
| Аргентина      | 6 | 5 | 0 | 1 | 25 | 6  | +19 | 10   |
| Бразил         | 6 | 4 | 0 | 2 | 23 | 9  | +14 | 8    |
| Уругвај        | 6 | 4 | 0 | 2 | 15 | 12 | +3  | 8    |
| Перу           | 6 | 4 | 0 | 2 | 12 | 9  | +3  | 8    |
| Колумбија      | 6 | 2 | 0 | 4 | 10 | 25 | −15 | 4    |
| Чиле           | 6 | 1 | 1 | 4 | 9  | 17 | −8  | 3    |
| Еквадор        | 6 | 0 | 1 | 5 | 7  | 23 | −16 | 1    |

## Утакмице
| Уругвај                                       | 5–2 | Еквадор               |
| --------------------------------------------- | --- | --------------------- |
| Амброис 26’, 29’ (пен.), 57’, 74’ · Сасиа 87’ |     | Лараз 12’, 40’ (пен.) |

| Перу                 | 2–1 | Еквадор    |
| -------------------- | --- | ---------- |
| Тери 29’, 37’ (пен.) |     | Кантос 44’ |

| Аргентина                                                                           | 8–2 | Колумбија                         |
| ----------------------------------------------------------------------------------- | --- | --------------------------------- |
| Круз 5’ · Анхелиљо 10’, 73’ · Маскио 16’ (пен.), 23’, 53’ (пен.), 85’ · Корбата 59’ |     | Гамбоа 34’ (пен.) · Валенсија 37’ |

| Бразил                        | 4–2 | Чиле                      |
| ----------------------------- | --- | ------------------------- |
| Диди 20’, 26’, 44’ · Пепе 46’ |     | Банда 13’ · фернандез 89’ |

| Перу        | 1–0 | Чиле |
| ----------- | --- | ---- |
| Москера 57’ | >   |      |

| Колумбија  | 1–0 | Уругвај |
| ---------- | --- | ------- |
| Аранхо 28’ |     |         |

| Аргентина                     | 3–0 | Еквадор |
| ----------------------------- | --- | ------- |
| Анхелиљо 5’, 39’ · Сивори 14’ |     |         |

| Аргентина                                     | 4–0 | Уругвај |
| --------------------------------------------- | --- | ------- |
| Маскио 7’, 73’ · Анхелиљо 48’ · Санфилипо 83’ |     |         |

| Бразил                                                                      | 7–1 | Еквадор          |
| --------------------------------------------------------------------------- | --- | ---------------- |
| Еваристо 22’, 89’ · Пепе 25’ · Зизињо 34’ (пен.) · Жоел 43’, 68’ · Диди 78’ |     | Лараз 80’ (пен.) |

| Чиле                            | 3–2 | Колумбија               |
| ------------------------------- | --- | ----------------------- |
| Вердехо 35’, 70’ · Еспиноза 62’ |     | Аранхо 68’ · Кариљо 83’ |

| Уругвај                                  | 5–3 | Перу                                  |
| ---------------------------------------- | --- | ------------------------------------- |
| Амброис 22’, 48’, 60’, 75’ · Каранза 26’ |     | Тери 3’ · Семинарио 81’ · Москера 83’ |

| Чиле                  | 2–2 | Еквадор                       |
| --------------------- | --- | ----------------------------- |
| Банда 18’, 26’ (пен.) |     | Лараз 25’ (пен.) · Кантос 59’ |

| Бразил                                                                   | 9–0 | Колумбија |
| ------------------------------------------------------------------------ | --- | --------- |
| Пепе 27’ · Еваристо 41’, 44’, 45’, 75’, 86’ · Диди 50’, 60’ · Зизињо 85’ |     |           |

| Перу                                  | 4–1 | Колумбија         |
| ------------------------------------- | --- | ----------------- |
| Тери 34’ · Ривера 35’, 37’ · Баса 83’ |     | Аранхо 57’ (пен.) |

| Аргентина                                                            | 6–2 | Чиле               |
| -------------------------------------------------------------------- | --- | ------------------ |
| Сивори 7’ · Анхелиљо 21’, 70’ · Маскио 53’, 74’ · Корбата 83’ (пен.) |     | Фернандез 14’, 28’ |

| Уругвај                        | 3–2 | Бразил                  |
| ------------------------------ | --- | ----------------------- |
| Камперо 15’, 23’ · Амброис 17’ |     | Еваристо 68’ · Диди 70’ |

| Бразил          | 1–0 | Перу |
| --------------- | --- | ---- |
| Диди 73’ (пен.) |     |      |

| Колумбија                                           | 4–1 | Еквадор          |
| --------------------------------------------------- | --- | ---------------- |
| Алварез 19’ (пен.) · Гутиерез 22’ · Гамбоа 30’, 58’ |     | Лараз 32’ (пен.) |

| Уругвај                | 2–0 | Чиле |
| ---------------------- | --- | ---- |
| Камперо 28’ · Роге 40’ |     |      |

| Аргентина                            | 3–0 | Бразил |
| ------------------------------------ | --- | ------ |
| Анхелиљо 23’ · Маскио 87’ · Круз 90’ |     |        |

| Перу                   | 2–1 | Аргентина  |
| ---------------------- | --- | ---------- |
| Москера 15’ · Тери 81’ |     | Сивори 50’ |

## Листа стрелаца
На овом првенству укупно 33 играча је постигло 101 гол, није био ни један аутогол.
9 голова
| - Умберто Маскио | - Хавиер Амброис |  |

8 голова
| - Анхелиљо | - Диди | - Еваристо |

5 голова
- Тери

4 гола
- Лараз

3 гола
| - Сивори - Пепе - Х. Фернандез | - Банда - Аранго - Гамбоа | - Кантос - Москера - Камперо |

2 гола
| - Корбата - О. Круз | - Жоел - Зизињо | - Вардехо - М. Ривера |

1 гол
| - Санфилипо - Еспиноса - Кариљо - Алварез | - Гутиререз - Валенсија - Баса - Семинарио | - Каранза - Роке - Сасија |